# Camera dei rappresentanti (Francia)
La Camera dei rappresentanti (in francese: Chambre des reprèsentants) era la camera bassa eletta popolarmente del Parlamento francese durante i Cento giorni. Istituita dalla Carta del 1815, la camera era composta da 629 con mandato quinquennale. La camera alta era la Camera dei pari (in francese: Chambre des pairs). 
Jean Denis Lanjuinais servì come Presidente della camera per tutta la sua esistenza.
La Camera dei rappresentanti ebbe vita breve. Al termine dei Cento giorni, con la sconfitta di Napoleone a Waterloo, la Camera ricchiese a Napoleone di abdicare al trono di Imperatore dei francesi. Il 22 giugno 1815 la Camera elesse tre membri (Lazare Carnot, Joseph Fouché e il Paul Grenier) di una commissione di cinque membri, la Commission de gouvernement, per costituire un nuovo governo, e il 3 giugno 1815 la Camera nominò Napoleone II imperatore.
Le potenze alleate della settima coalizione occuparono velocemente Parigi, e la Camera capitolò il 3 luglio. Divenne immediatamente chiara l'intenzione degli occupanti di restaurare la monarchia borbonica. L'8 luglio 1815 le forze armate impedirono alla Camera di riunirsi, facendone cessare l'esistenza.
In seguito alla restaurazione dei Borboni la Camera dei deputati venne ricostituita come camera bassa del Parlamento. La Camera reazionaria e ultrarelista che aprì i suoi lavori l'ottobre 1815 venne soprannominata Chambre introuvable.